# Anuanurunga

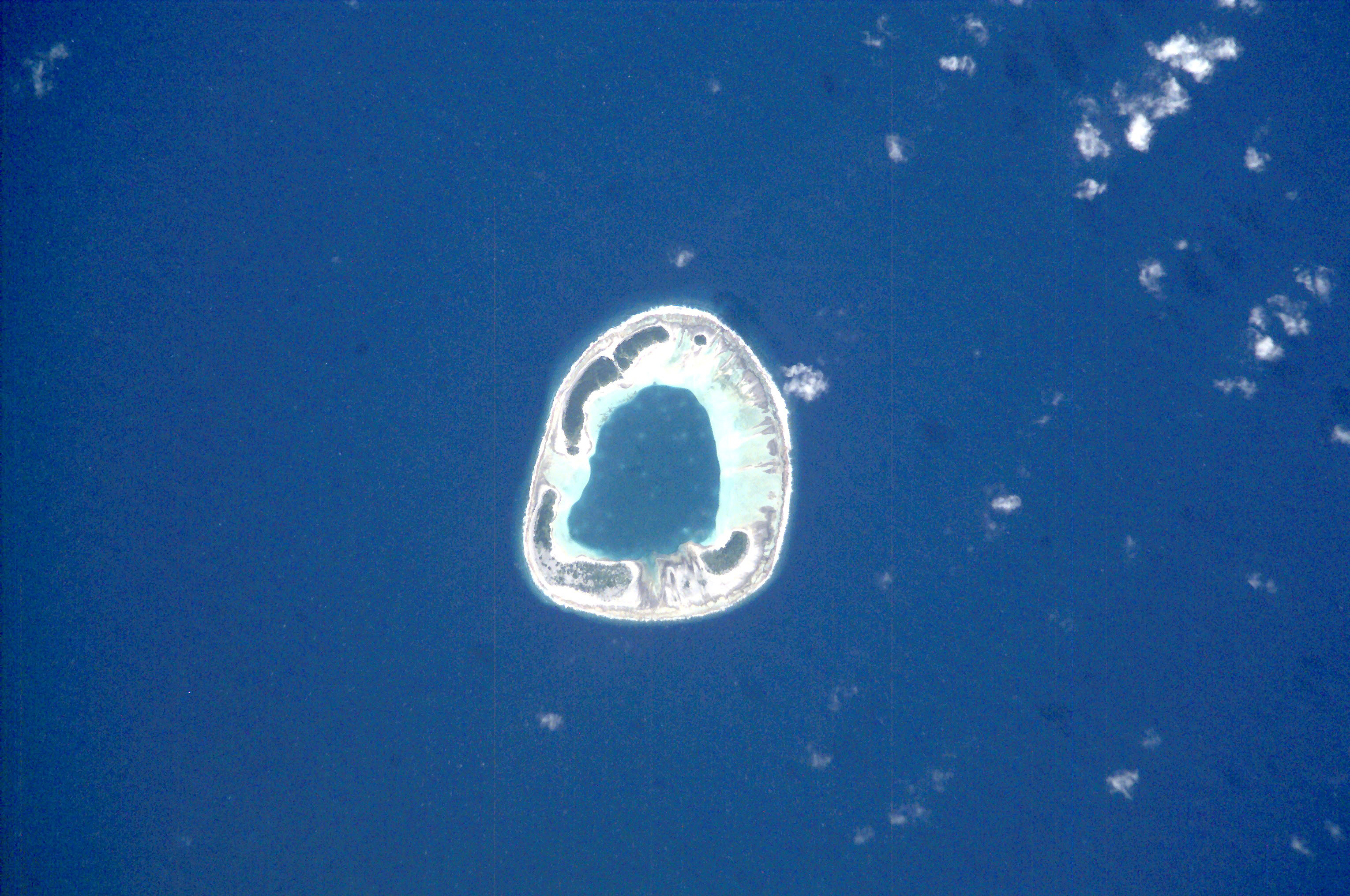
Fotografia da NASA do Atol Anuanurunga.

Anuanurunga é um atol das Ilhas do Duque de Gloucester, situado a 25 quilómetros a sudeste de Anuanuraro, na Polinésia Francesa, com uma superfície total de 7 km².
É um atol circular, com uma lagoa fechada sem nenhuma abertura para o oceano. A barreira exterior do coral está praticamente submergida, e as terras emergidas constam de quatro ilhotas. O atol é ocasionalmente visitado.

## Administração
Administrativamente é um dos quatro atóis das Ilhas do Duque de Gloucester que pertencem à comuna de Héréhérétué, e que está associado à comuna de Hao, situada no Arquipélago de Tuamotu.

## Ligações Externas
- Lista de Atóis (em francês)